# علس (نبات)
العَلَس أو القَمْح الرُّومِيّ أو الحنطة الفارسية أو القمح المُكْتَسي أو الخَنْدَرُوس من أنواع القمح المُكتسية. زراعته محصورة في الأقاليم الباردة والجبلية. ضروبه وأصرامه معدودة. سوقه عالية فارغة. سنابله فرقة مستطيلة سفوية لونها يختلف باختلاف الضروب منها الأبيض والأحمر والأسمر.

## المنتجات
أصبح دقيق العلس متوفرًا ويباع في محال الأغذية البريطانية منذ عام 2007. كما يستخدم العلس لانتاج خبز باهت اللون خشن يشبه في لونه وتكوينه خبز الشيلم الخفيف ولكن بطعمة حلوة وجوزية بعض الشيء. وكذلك تُنتج من العلس قطع البسكويت والرقائق، ولكنها على الأرجح توجد في المخابز المتخصصة أو متاجر الأغذية الصحية وليس في محلات البقالة العادية. وتتوفر معكرنة العلس أيضًا في متاجر الأغذية الصحية والمتاجر المتخصصة.
ويقوم مصنعو مشروب جن الهولندي بتقطير نوع خاص منه مصنوع من العلس. وتوجد البيرة المخمرة من العلس أحيانًا في بفارية والعلس يُقطَّر لصناعة شراب الفودكا في بولندا وأماكن أخرى. يتوفر الدقيق المصنوع من حبوب العلس المنبتة بشكل متزايد عبر أمريكا الشمالية في محلات البقالة ومتاجر الأغذية الصحية.
قد تُجفف حبوب العلس غير الناضجة وفي ألمانيا وتُسمَّى حينئذ حبوبًا خضراء.
كما تُباع العلس في صورة رقائق، حيث تضغط حبوبه بعد أن تُعَرَّض للبخار لتصبح مسطحة ثم تجفف، فيمكن عندئذ استخدامها استخدام الشوفان المطحون. كما أن وقت طهي العلس يماثل وقت طهي الشوفان المجروش جرشًا كاملًا.

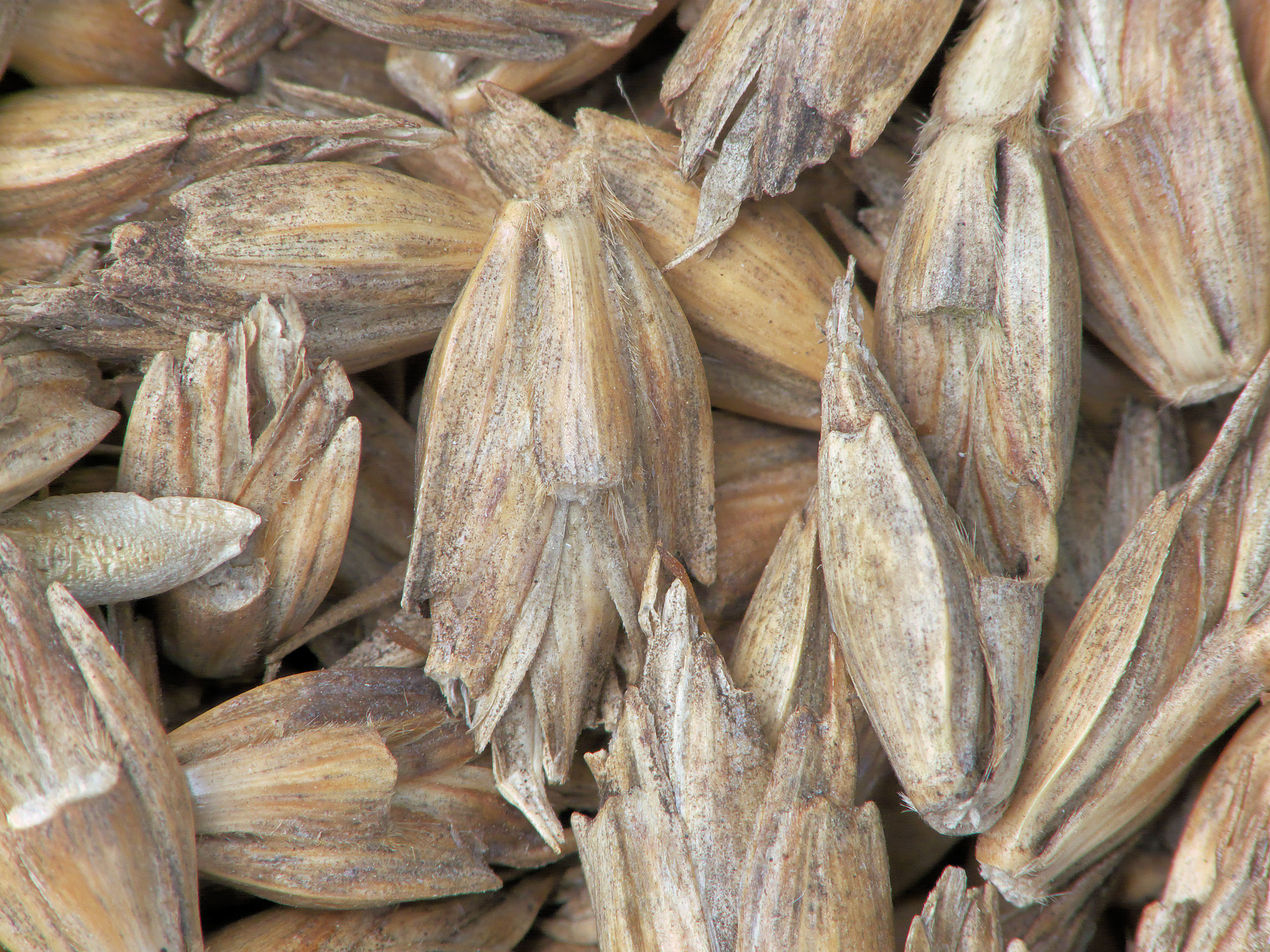
سنيبلة العلس
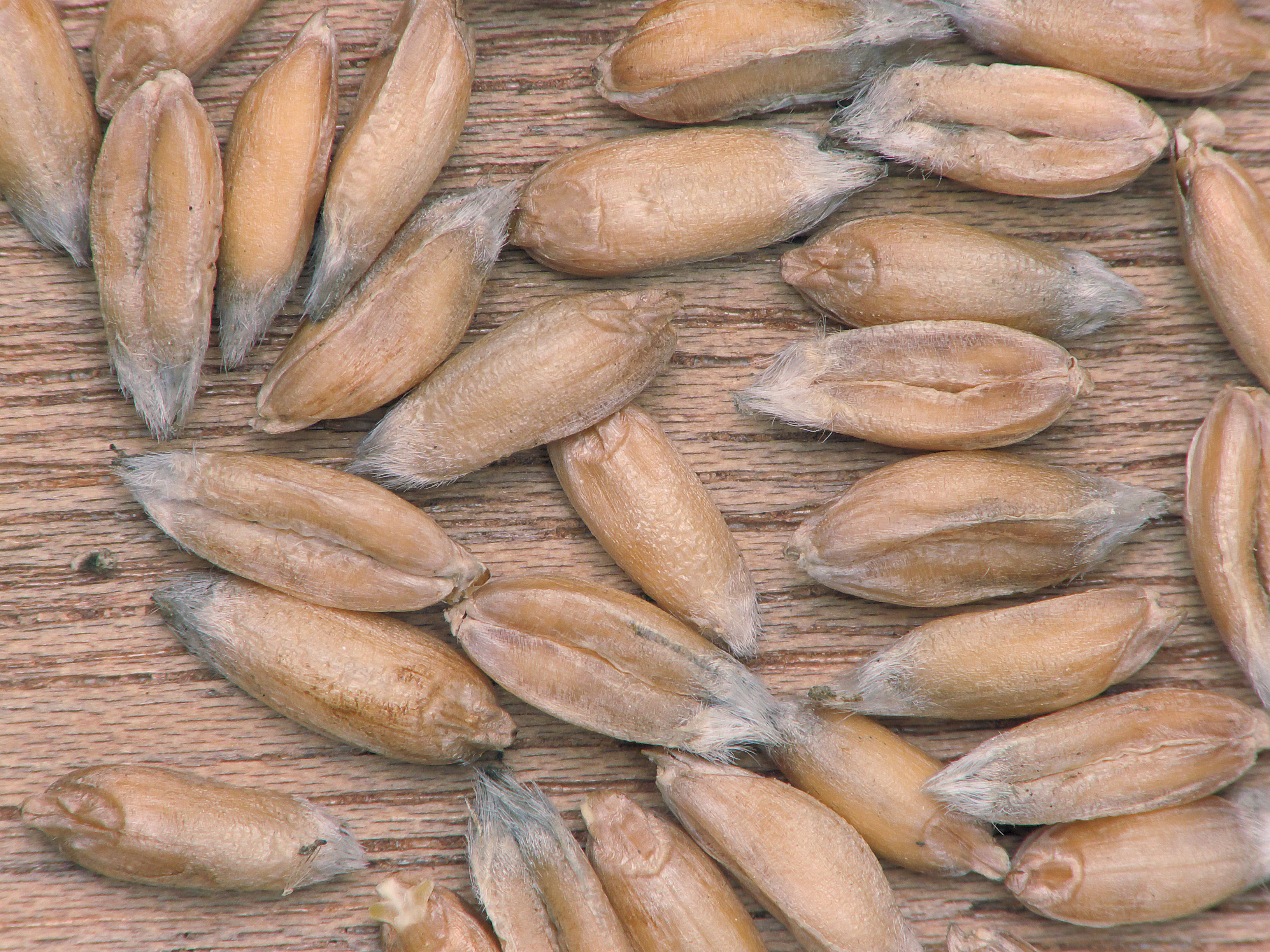
حب العلس
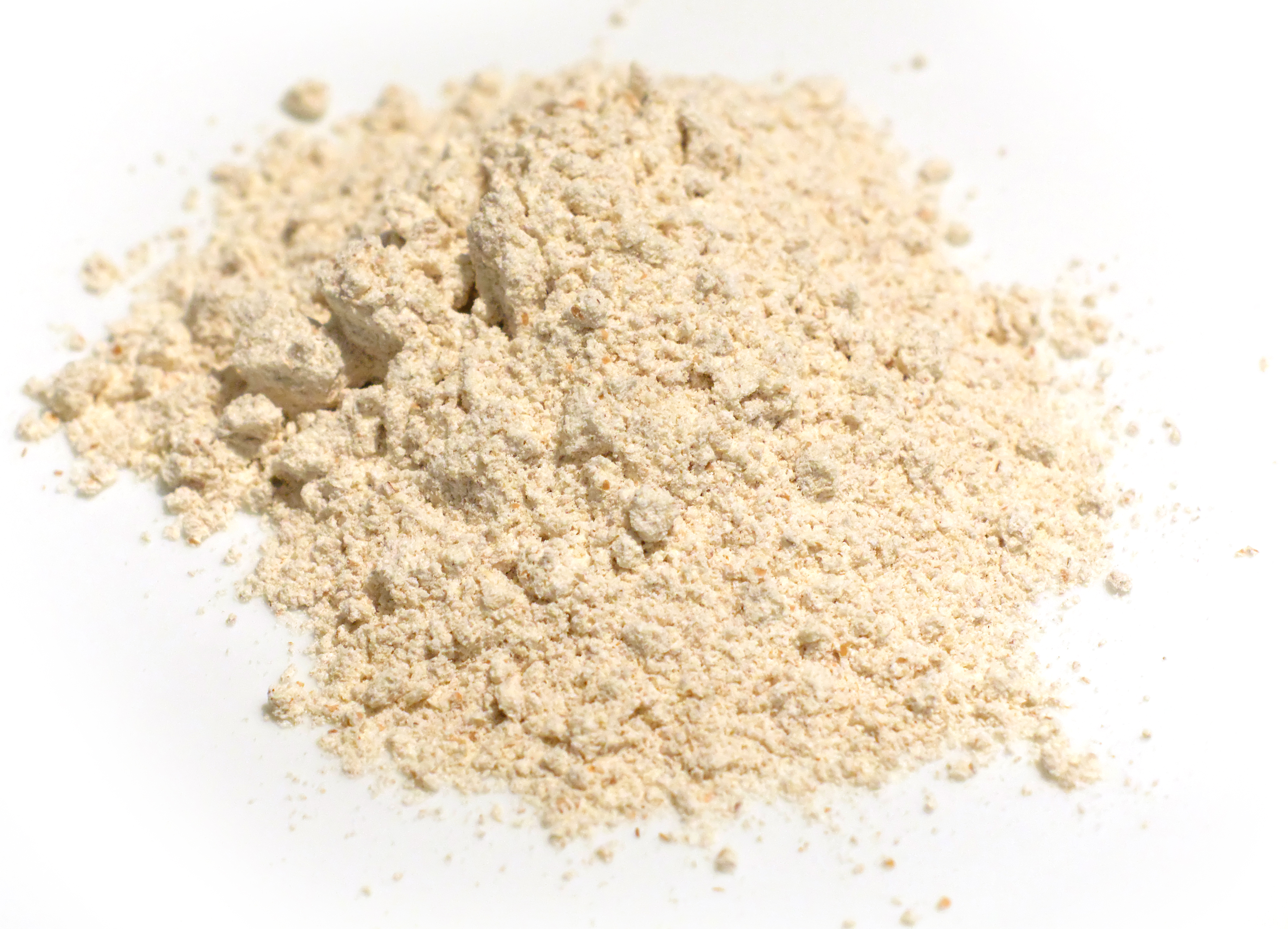
طحين العلس
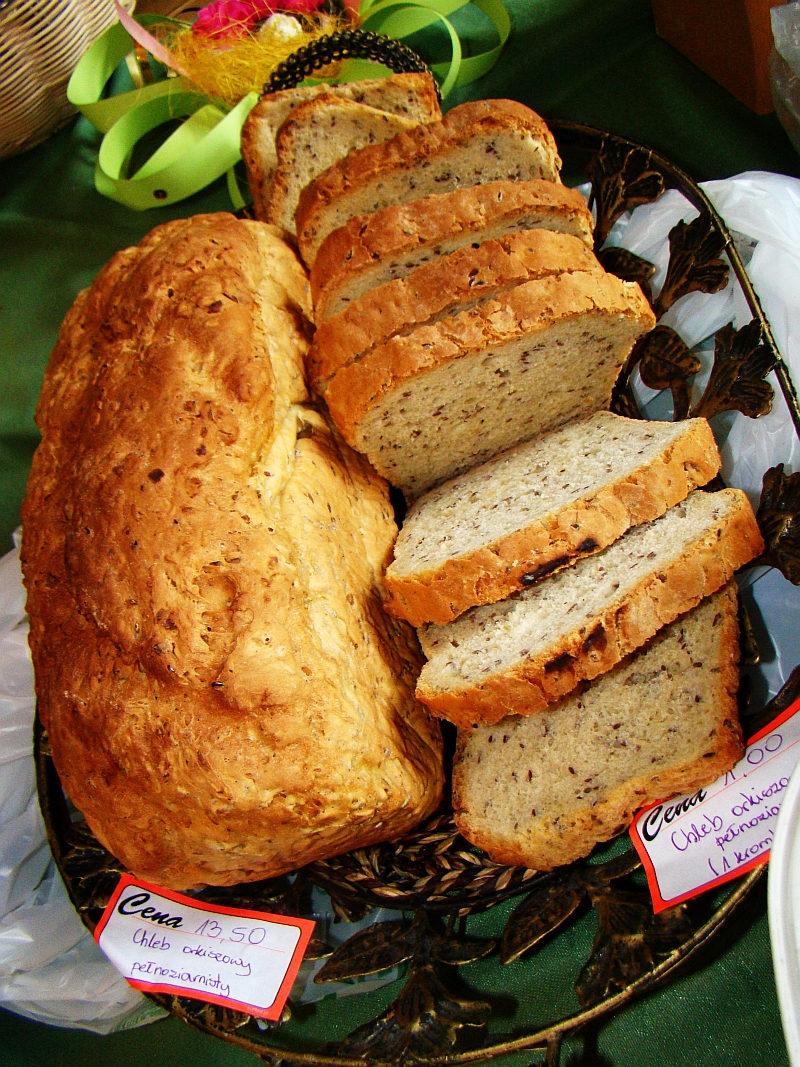
خبز من العلس

### الحواشي
1. 1 2  Carolus Linnaeus (1753), Species Plantarum: Exhibentes plantas rite cognitas ad genera relatas (باللاتينية), vol. 1, p. 86, QID:Q21856106
2. ↑  قاموس مصطلحات الفلاحة (بالعربية والفرنسية). الجزائر العاصمة: المجلس الأعلى للغة العربية بالجزائر. 2018. ص. 139. ISBN:978-9931-681-42-7. OCLC:1100055505. QID:Q121071043.
3. ↑  أرمناك ك. بديفيان (2006)، المعجم المصور لأسماء النباتات: ويشمل النباتات الاقتصادية والطبية والسامة ونباتات الزينة وأهم الحشائش والأعشاب (بالعربية واللاتينية والأرمنية والإنجليزية والفرنسية والألمانية والإيطالية والتركية)، القاهرة: مكتبة مدبولي، ص. 595، OCLC:929657095، QID:Q117464906
4. 1 2  مصطفى الشهابي (2003). أحمد شفيق الخطيب (المحرر). معجم الشهابي في مصطلحات العلوم الزراعية (بالعربية والإنجليزية واللاتينية) (ط. 5). بيروت: مكتبة لبنان ناشرون. ص. 792. ISBN:978-9953-10-550-5. OCLC:1158683669. QID:Q115858366.
5. 1 2 3 4 5  إدوار غالب (1988). الموسوعة في علوم الطبيعة: تبحث في الزراعة والنبات والحيوان والجيولوجيا (بالعربية واللاتينية والألمانية والفرنسية والإنجليزية) (ط. 2). بيروت: دار المشرق. ص. 1315. ISBN:978-2-7214-2148-7. OCLC:44585590. OL:12529883M. QID:Q113297966.
6. ↑  منير البعلبكي؛ رمزي البعلبكي (2008). المورد الحديث: قاموس إنكليزي عربي (بالعربية والإنجليزية) (ط. 1). بيروت: دار العلم للملايين. ص. 1122. ISBN:978-9953-63-541-5. OCLC:405515532. OL:50197876M. QID:Q112315598.
7. ↑  سمير إسماعيل الحلو (1999)، القاموس الجديد للنباتات الطبية: أكثر من 2000 نبات بأسمائها العربية والإنجليزية واللاتينية (بالعربية والإنجليزية واللاتينية) (ط. 1)، جدة: دار المنارة، ص. 97، OCLC:1158805225، QID:Q117357050
8. ↑  Information from Spelt flour producer نسخة محفوظة 22 ديسمبر 2008 على موقع واي باك مشين.
9. ↑  John N. Peragine (30 نوفمبر 2010). The Complete Guide to Growing Your Own Hops, Malts, and Brewing Herbs. Atlantic Publishing Company. ص. 128. مؤرشف من الأصل في 2015-01-08. اطلع عليه بتاريخ 2012-09-01.
10. ↑  Dinkelbier, German Beer Institute, URL accessed Nov 2009 نسخة محفوظة 05 أكتوبر 2016 على موقع واي باك مشين. [وصلة مكسورة]
11. ↑  Orkiisz, LuxLux Distillery, URL accessed November 2009. نسخة محفوظة 31 ديسمبر 2010 على موقع واي باك مشين.
12. ↑  Snowleopardvodka.ca.uk نسخة محفوظة 19 ديسمبر 2017 على موقع واي باك مشين.
13. ↑  Vlvodka.com نسخة محفوظة 23 أبريل 2017 على موقع واي باك مشين.

### تدوينات
- Padulosi, Stefano, Karl Hammer and J. Heller (1996). Hulled Wheats. Promoting the conservation and use of underutilized and neglected crops. 4. Proceedings of the First International Workshop on Hulled Wheats 21–22 July 1995, Castelvecchio Pascoli, Tuscany, Italy. مؤرشف من الأصل في 2007-02-12.{{استشهاد بكتاب}}:  صيانة الاستشهاد: أسماء متعددة: قائمة المؤلفين (link)
- Zohary, Daniel and Maria Hopf (2000). Domestication of plants in the Old World. Oxford: Oxford University Press. ISBN:0-19-850356-3.

## وصلات خارجية
- A Tuscan Spelt Recipe